# マーク・シャッツ
マーク・シャッツ（Mark Schatz, 1955年4月23日 - ）はアメリカ合衆国のベーシスト、バンジョー奏者、マンドリン奏者、職人。
ベラ・フレック、ニッケル・クリーク、ジェリー・ダグラス、マウラ・オコネル、トニー・ライス、ジョン・ハートフォード、エミルー・ハリス、リンダ・ロンシュタット、ティム・オブライアンなどと共に、ツアーやレコーディングを行っている。
シャッツは2003年から2007年の休止まで、プログレッシブ・アコースティックのトリオ、ニッケル・クリークとともにツアーとレコーディングを行っていた。シャッツはソロアルバムを二枚、レコーディングしており、ソロアーティストとしても有名である。彼のデビューアルバムはベラ・フレックによってプロデュースされた。彼のバンド"Mark Schatz & Friends"は、シャッツとケイシー・ドリーセン、ミジー・レイネス、ジム・ハーストからなる。シャッツはデュークスなど様々なブルーグラス・アーティストたちのアルバムをプロデュースしている。

## Discography
| - 1995: Brand New Old Tyme Way - 2006: Steppin' in the Boilerhouse | - 2005: Why Should the Fire Die? - 2006: Reasons Why: The Very Best |

## References
1. ↑  Hage, Erik. “Biography: Mark Schatz”.  Allmusic. 2010年5月29日閲覧。